# Triptih San Pietro Martire
Triptih sv. Petra Veronskega (italijansko Trittico di San Pietro Martire) je slika italijanskega zgodnjerenesančnega mojstra Fra Angelica, ki je bila izdelana okoli 1428–1429. Danes je v Narodnem muzeju San Marco v Firencah v Toskana v Italiji.

## Zgodovina
Delo je prvo dokumentirano delo Fra Angelica. Prihaja iz samostana San Pietro Martire, dokument s 30. marca 1429 pa zajema vsoto 20 florinov, dolgovanih samostanu San Domenico v Fiesolu, kjer je bil slikar menih.
Po mnenju nekaterih umetnostnih zgodovinarjev bi lahko bilo sodobnik Device in otroka s sveto Ano (1424–1425) Masaccia in Masolina da Panicaleja, čeprav v njem ni uporabe predelkov, ki so bili takrat zelo razširjeni.

## Opis
V središču dela je Maestà (Madona na prestolu z otrokom), ob straneh pa so sveti Dominik, Janez Krstnik, Peter Veronski in Tomaž Akvinski. Na vrhu so v tondih v trikotnih delih Oznanjevalni angel, Oznanjenje in v sredini Kristus blagoslavlja. Med temi so prizori življenja svetega Petra Veronskega (Predikacija in Mučeništvo).
Marija sedi na brokatnem sedežu, otrok pa ji stoji na kolenih. V rokah ima ampulo, sklic na ampulo Marije Magdalene in s tem na Jezusov pasijon. Otrok nosi tuniko z bogato zlato dekoracijo. Njegova roka drži globus, simbol njegove moči, medtem ko drugo roko dvigne v gesti blagoslova. Relativno pomanjkanje okrasja v primerjavi s prejšnjim Fra Angelicovim oltarjem v Fiesolu (1424–1425), ki je še vedno močno slonel na slogu Gentileja Da Fabriana, kaže na vse večji vpliv Masaccia in bolj realističen pristop.